# Carl-Heinrich von Stülpnagel
Carl-Heinrich von Stülpnagel (2 de janeiro de 1886 – 30 de agosto de 1944) foi um general alemão da Segunda Guerra Mundial que ganhou notoriedade ao participar do atentado de 20 de julho, que foi um complô de oficiais de alta patente do exército que pretendiam assassinar Adolf Hitler.

## Biografia
Stülpnagel nasceu em Berlim em 1886 e se juntou ao exército em 1904. Ele serviu como oficial durante a Primeira Guerra Mundial. Após o conflito, ele permaneceu no Reichswehr. Em 1925, ele foi promovido a patente de major. Em 1933, quando os nazistas subiram ao poder, ele detinha a patente de coronel (Oberst). Em 1937, no posto de tenente-general, ele era o vice chefe do Estado-Maior do Exército.
Em 1938, depois da invasão dos Sudetos pela Wehrmacht, o entusiasmo de Carl com os nazistas diminuiu. Ele compartilhava da opinião de diversos oficiais de que a Alemanha não estava pronta para a guerra e que um novo conflito poderia ser desastroso. No mesmo ano ele entrou em contato pela primeira vez com membros da resistência alemã.

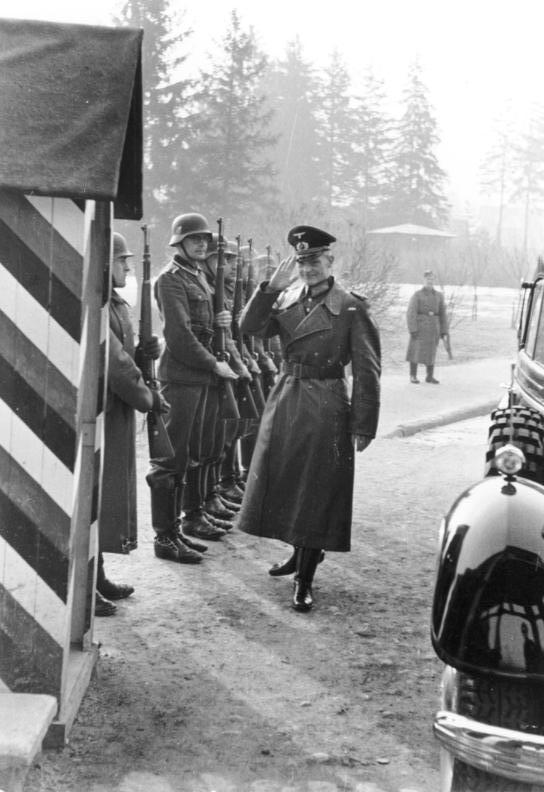
Stülpnagel em visita a Polônia, 1941.

Em 1940, a guerra na Europa já havia se tornado generalizada. Entre dezembro deste ano e outubro de 1941 ele comandou o 17º Exército da Wehrmacht. Durante a Operação Barbarossa (a invasão alemã da União Soviética), ele liderou suas forças nas batalhas de Uman e Kiev. Apesar do contato com a oposição ao nazismo, Stülpnagel manteve-se fiel ao serviço militar e até chegou a ser implicado com crimes de guerra na frente de batalha, como execuções de civis em represálias contra os ataques dos partisans e complacência com os Einsatzgruppen nos assassinatos de judeus.
Em fevereiro de 1942, foi apontado líder militar da ocupação da França. Neste posto ele começou, ao lado do coronel Caesar von Hofacker, a participar mais ativamente dos planos da resistência anti-nazista na Alemanha. Hofacker ficou como contato de ligação entre Carl e Claus von Stauffenberg, um dos líderes da oposição ao governo de Hitler dentro do exército.
Em 1944, a resistência alemã levou em frente uma operação que pretendia remover Adolf Hitler do poder. Muitos oficiais de alta patente culpavam o ditador pelo mal curso da guerra. No dia 20 de julho, no quartel-general da frente leste, o Wolfsschanze ("Toca do Lobo"), Claus von Stauffenberg implantou uma bomba na sala de reuniões do complexo onde Hitler e seu estado-maior discutiam. A explosão matou quatro pessoas (três oficiais e um assistente) mas falhou em seu objetivo principal (assassinar Adolf Hitler). Mesmo assim, Stauffenberg prosseguiu com seu plano que consistia em mobilizar os líderes militares simpatizantes e derrubar o governo nazista. O plano acabou sendo um completo fracasso, com a maioria do exército permanecendo leal a Hitler. Stülpnagel, que participou de algumas etapas do plano, não conseguiu convencer o general Günther von Kluge a continuar apoiando a tentativa de levante, o que resultou na soltura de diversos prisioneiros nazistas. Após o atentado, a SS e as demais forças de segurança iniciaram as represálias, matando várias pessoas e prendendo qualquer um remotamente envolvido com o complô. A investigação das autoridades apontaram a nítida participação por associação de Carl-Heinrich von Stülpnagel com o ocorrido. Ele foi reconvocado de Paris a Alemanha para dar esclarecimentos. Na metade do caminho, perto do rio Mosa, ele tentou se suicidar com um tiro na cabeça, mas falhou. Cego devido aos ferimentos, ele não ofereceu resistência quando a Gestapo apareceu para prender ele e seus colegas. Levado a julgamento pela Volksgerichtshof ("Tribunal do Povo"), ele foi condenado por traição e sentenciado a morte. Stülpnagel foi enforcado na prisão de Plötzensee em 30 de agosto de 1944.